# Cockney Rejects
Cockney Rejects su engleski punk/Oi! sastav. Osnovani su u londonskoj četvrti East End 1978. godine. Pjesmom "Oi, Oi, Oi" iz 1980. punk žanr oi! dobio je ime. Članovi sastav odani su navijači West Ham Uniteda. Odanost klubu iskazali su svojim hitom cover verzijom "I'm Forever Blowing Bubbles", pjesmom koju tradicionalno pjevaju navijači West Hama.

## Karijera
Cockney Rejectse osnovali su 1978. braća Jeff and Micky Geggus, zajedno s basistom Chrisom Murrellom i bubnjar Paul Harvey. Prvi demo Cockney Rejectsa "Flares n' Slippers" privukao je pozornost vlasnika Small Wonder Recordsa, koji je upoznao sastav s Bobom Sergeantom. Sa Sergeantom snimili su singl "I Wanna Be A Star" čije se prvo izdanje rasprodalo. Nakon toga Murrella i Harveya zamijenili su basist Vince Riordan i bubnjar Andy Scott, oboje članovi sastava iz East Enda, The Tickets. Ovo je bila klasična postava Cockney Rejectsa. Prvi nastup u Bridge Houseu u Canning Townu lipnja 1979. smatra se prekretnicom. Rujna iste godine potpisali su ugovor s EMI-jem i u veljači 1980. izdali album Greatest Hits, Vol. 1.
Najveći hit Rejectsa u UK bio je hit iz 1980. "The Greatest Cockney Rip-Off", parodija na pjesmu Shama 69 "Hersham Boys". Ostale pjesme Cockney Rejectsa bile su manjeg komercijalnog uspjeha, djelimice zato što su težili pjevati o teškim temama kao što su ulične tučnjave ili nogometni huliganizam.Ostali singlovi koji su se pojavili u UK bili su "Bad Man," "We Can Do Anything," and "We Are the Firm" — all from 1980.
Iz oi! punka koji su izvodili Sham 69, Angelic Upstarts, Cockney Rejects i Cock Sparrer razvio se streetpunk.

## Članovi

### 1978. – 1979.
- Jeff Geggus, AKA Jeff Turner, AKA "Stinky" Turner (vokal)
- Mick Geggus (gitara)
- Chris Murrell (bas-gitara)
- Paul Harvey (bubnjevi)

### 1979.
- Jeff Geggus (vokal)
- Mick Geggus (gitara)
- Vince Riordan (bas-gitara)
- Andy "Atlas" Scott (bubnjevi)

### 1980.
- Jeff Geggus (vokal)
- Mick Geggus (gitara)
- Vince Riordan (bas-gitara)
- Nigel Woolf (bubnjevi)

### 1980. – 1983.
- Jeff Geggus (vokal)
- Mick Geggus (gitara)
- Vince/Vinnie Riordan (bas-gitara)
- Keith "Stix" Warrington (bubnjevi) (bivši član Angelic Upstartsa)

### 1984. – 1985.
- Jeff Geggus (vokal)
- Mick Geggus (gitara)
- Ian Campbell (bas-gitara)
- Keith Warrington (bubnjevi)

### 1987. – 1991.
(vidi postavu iz 1980. – 1983.)

### 1999.
- Jeff Geggus (vokal)
- Mick Geggus (gitara)
- Tony Van Frater (bas-gitara)
- Andrew Laing (bubnjevi)

### 2000. – 2006.
- Jeff Geggus (vokal)
- Mick Geggus (gitara)
- Tony Van Frater (bas-gitara)
- Les "Nobby" Cobb (bubnjevi)

### 2007.-danas
(vidi postavu iz 1999.)

### Ostali članovi
- Micky Burt (bubnjevi) (1989.) (nije bio na svirkama; nije bio dostupan svibnja 1989. na nastupu u Berchemu u Belgiji, tako da je vraćen Keith Warrington)
- Producent Peter Wilson svirao je bubnjeve na demovrpci "Flares & Slippers".

## Discografija

### Albumi
- Greatest Hits Vol. 1 (EMI, 1980.)
- Greatest Hits Vol. 2 (EMI, 1980.)
- The Power and the Glory (EMI, 1981.)
- The Wild Ones (A.K.A. Records, 1982.)
- Quiet Storm (Heavy Metal Records, 1984.)
- Unheard Rejects (1985.)
- Lethal (Neat Records, 1990.)
- Out of the Gutter (Captain Oi Records, 2002.)
- Unforgiven (G&R Records, 2007.)
- East End Babylon  (Cadiz Music, 2012.)

### EP-ovi i singlice
- "Flares & Slippers" (7-inch, EP) (Small Wonder, 1979.)
- "I'm Not a Fool" (7-inch singl) (EMI, 1979.) UK No. 65
- "Bad Man" (7-inch) (EMI, 1980.) UK No. 65
- "The Greatest Cockney Rip Off" (7-inch. Limited Edition in Yellow Vinyl) (EMI/Zonophone, 1980.) UK No. 21
- "I'm Forever Blowing Bubbles" (7-inch) (EMI/Zonophone, 198.0) UK No. 35
- "We Can Do Anything" (7-inch) (EMI/Zonophone, 1980.) UK No. 65
- "We Are the Firm" (7-inch) (EMI/Zonophone, 1980.) UK No. 54
- "Easy Life" (7-inch, Live EP) (EMI/Zonophone, 1981.)
- "On the Streets Again" (7-inch) (EMI/Zonophone, 1981.)
- "Till the End of the Day" (7-inch) (AKA 1982.)
- "Back to the Start" (7-inch) (Heavy Metal Records, 1984)[3]

### Kompilacijski albumi i albumi uživo
- Oi! The Album (1980.)
- Greatest Hits Vol. 3 (Live & Loud) (1981.)
- Total Noise (7-inch EP) (1983.)
- The Punk Singles Collection (Dojo, 1997.)
- Oi! Oi! Oi! (Castle, 1997.)
- Lords Of Oi! (Dressed to Kill, 1997.)
- Greatest Hits Volume 4: Here They Come Again (Rhythm Vicar, 2000.)
- Back on the Street (Victory Records, 2000. - reizdanje Greatest Hits Volume 4)
- Addicted to Oi! (2001.)

## Vanjske poveznice
Cockney Rejects